# Halichondria schmidti
Halichondria schmidti är en svampdjursart som beskrevs av Arthur Dendy 1895. Halichondria schmidti ingår i släktet Halichondria och familjen Halichondriidae.
Artens utbredningsområde är Sydaustralien. Inga underarter finns listade i Catalogue of Life.